# 拿撒勒浸信会
拿撒勒浸信会（Nazareth Baptist Church）是由以赛亚·申贝成立于1910年的一間非洲教會（亦稱為「拿撒勒教會」或「申貝教會」）。它大約有400萬會員。此浸信會禁止抽菸、飲酒和通姦。它被看作由祖魯傳統和基督教混合的教會。將以赛亚·申贝視為非洲的弥赛亚并强调十诫。
在1976年约翰内斯·加利利·申贝主教（Bishop Johannes Galilee Shembe）去世以後浸信會分裂為二。較大的那團由阿莫斯申贝主教（Bishop Amos Shembe）領導至1996年主教去世為止，而伦达·申贝主教（Rt. Rev. Londa Shembe ）領導較小的團體。
2009年浸信會分裂為四。三個在誇祖魯-納塔爾省，一個在豪登省。

## 朝聖
申貝在新年的第一个星期日以朝聖開始這個新年。據說以賽亞·申貝被帶到這區域，而聖靈在此命令他建立教會。
他們也於每年十月在埃紹韋附近舉行一個為期一個月的慶祝活動，有25000人參加以接受申贝的祝福。

## 世界盃法律糾紛
2010年初，拿撒勒浸信会聲稱，被南非足球迷使用的嗡嗡祖拉號角屬於它們的教會，它威脅將會採取法律措施以阻止球迷在2010年世界盃足球賽中使用。 不過教會最終沒有採取任何法律行動。

## 外部連結
- （英文）Adherents.com